# Andrea Tafi
Andrea Tafi (1213–1294) foi um artista italiano. Ele é mais conhecido por seu trabalho nos mosaicos do Batistério de São João, em Florença, que foram iniciados em 1225 por Jacopo Torriti. Seus alunos incluem Buonamico di Cristofano.